# キンクロハジロ

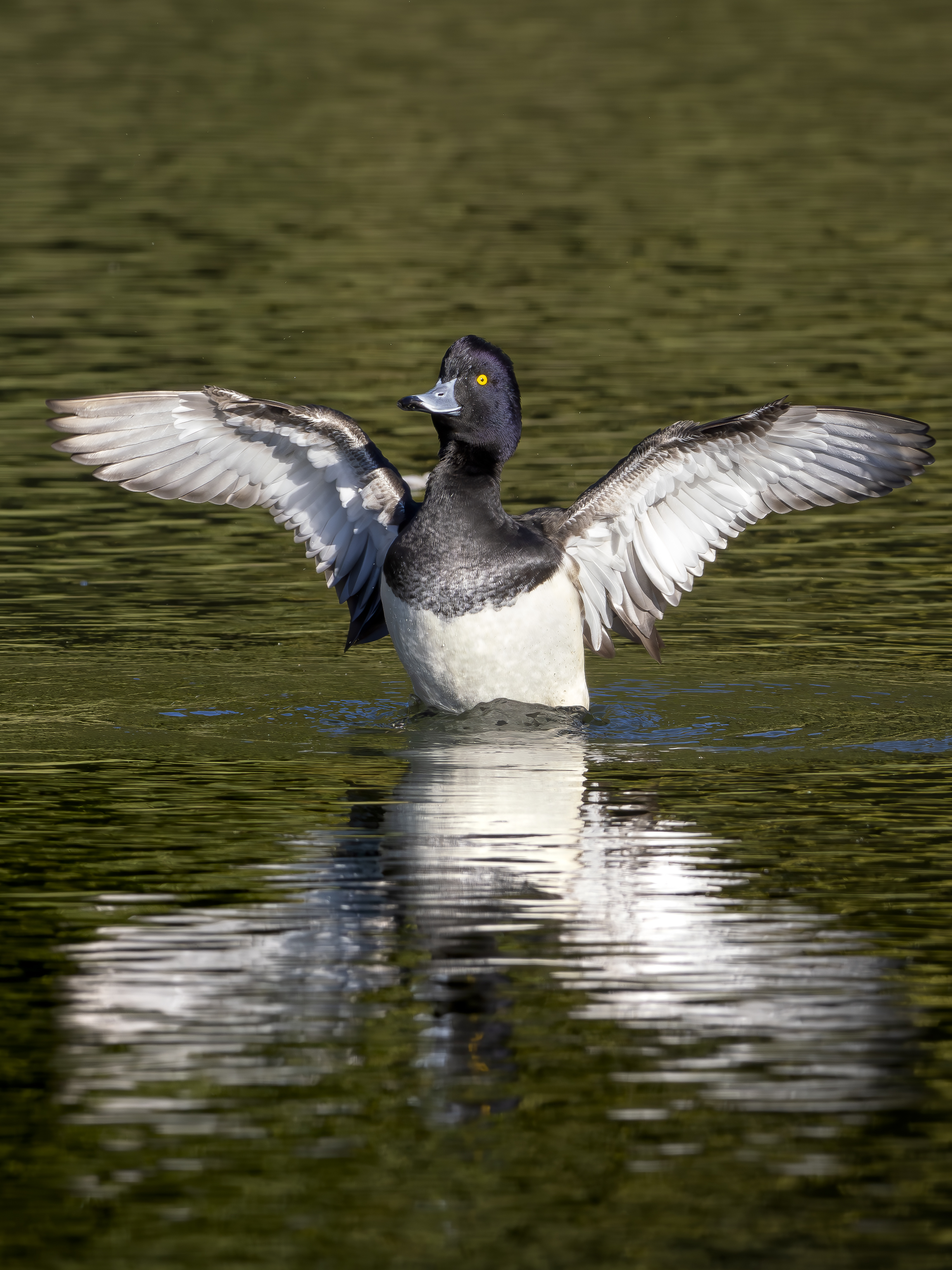
水面で羽ばたくキンクロハジロ

キンクロハジロ（金黒羽白、Aythya fuligula）は、カモ目カモ科ハジロ属に分類される鳥類。学名は Aythya がギリシャ語で「海鳥の一種」、fuligula がラテン語で「すす色の(鳥)」を意味する

## 分布
シベリア、ヨーロッパ北部などのユーラシア大陸北部で繁殖し、冬季になるとアフリカ大陸北部、ヨーロッパ、中近東、インド、中華人民共和国東部などへ南下し越冬する。日本では渡り鳥   として、冬季に九州以北に越冬のため飛来し（冬鳥）、北海道（道東）では少数が繁殖する。

## 形態
全長40-47センチメートル。翼長オス19.8-20.8センチメートル、メス18.9-20.2センチメートル。翼開張67-73センチメートル。体重0.3-1キログラム。初列風切の上面には白い斑紋が入り、和名ハジロの由来になっている。
虹彩は黄色で、和名キンの由来になっている。嘴はやや短く、幅広い。嘴の色彩は灰青色で、先端は黒くその周囲は白い。後肢は暗青灰色。
繁殖期のオスは後頭の羽毛が伸長し（冠羽）、英名（tufted＝ふさのある）の由来になっている。また頭部から胸部、体上面の羽衣が黒く、頭部の羽毛は紫色の光沢がある。和名クロは羽衣に由来する。メスは冠羽が短い。非繁殖期のオス（エクリプス）やメスは全身の羽衣が黒褐色や暗褐色。オスのエクリプスは黒みが強く、体側面に淡色の斑紋が入る。またメスは嘴基部に白い斑紋が入る個体もいる。

## 生態
湖沼、河川、河口、内湾、堀などに生息する。
食性は雑食。水面を動き回って獲物を探し、潜水して捕食する。水生植物、昆虫、貝類、甲殻類、軟体動物、魚類やその卵、カエルなどを食べる。日中は休息し、夕暮れから採餌を始めることが多い。公園の池などで餌付けされている個体は日中でも人間から与えられた餌を食べる。
群れを形成する。
繁殖形態は卵生。5-7月に水辺の草原や浅瀬（カモメ科の集団繁殖地内に巣をつくることもある）にアシやイグサなどの枯れ草などを組み合わせた直径20-25センチメートルに達する巣をメスが作り、6-14個の卵を産む。メスのみが抱卵し、抱卵期間は23-28日。雛は孵化してから45-50日で飛翔できるようになり独立する。生後1-2年で性成熟する。

## 人間との関係
日本では1970年に大阪市天王寺動物園が初めて飼育下繁殖に成功した。

## 画像

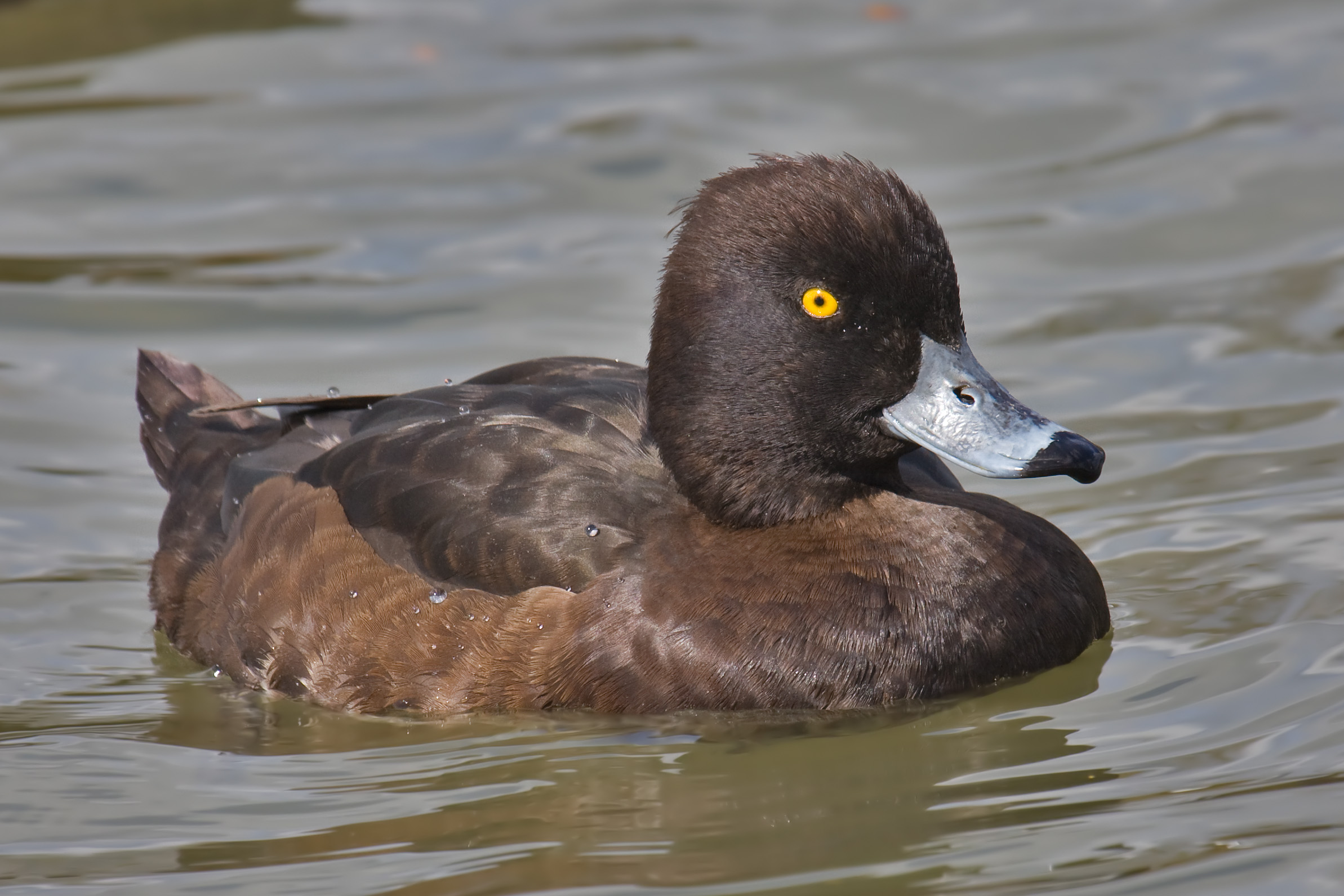
メス
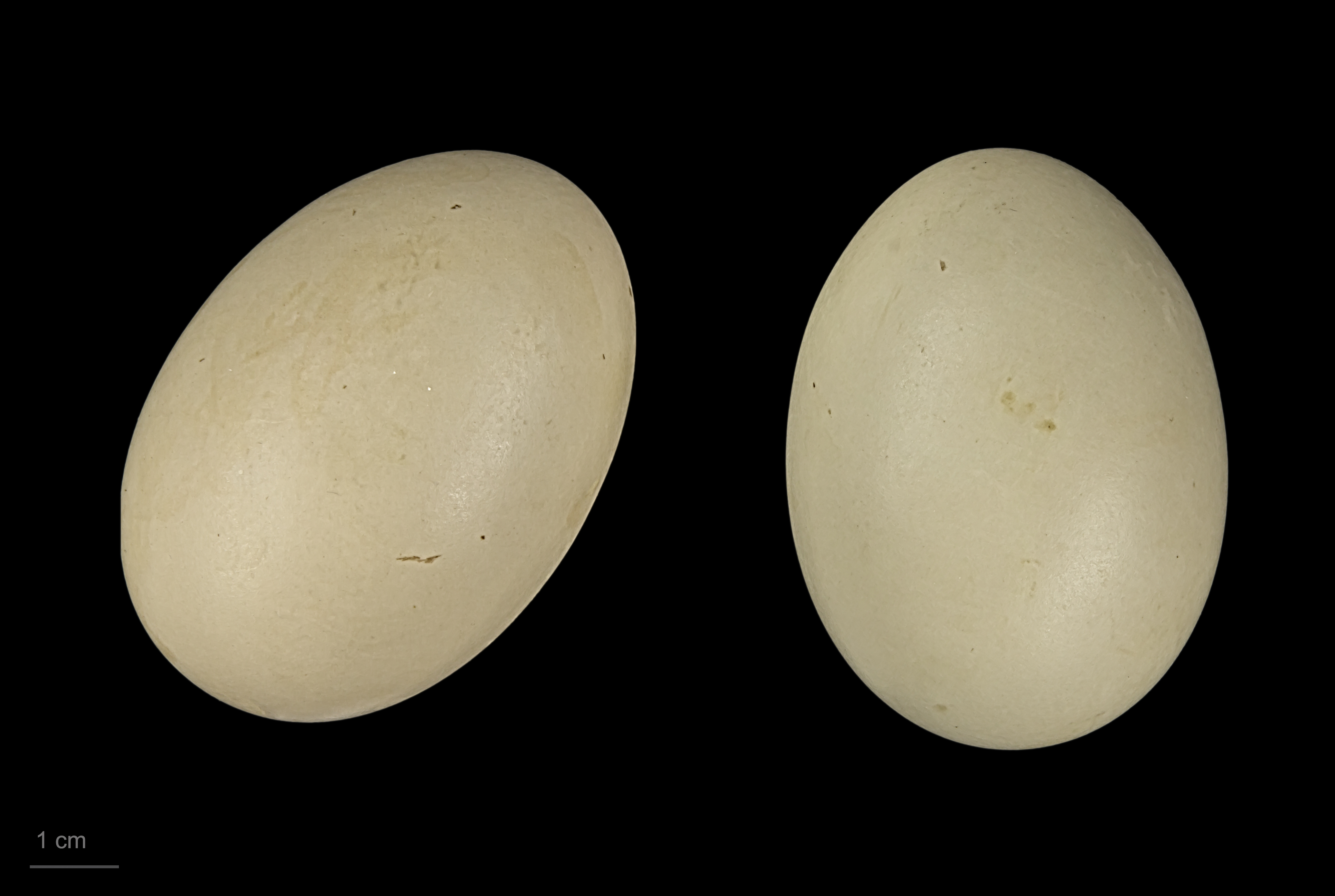
Museum specimen
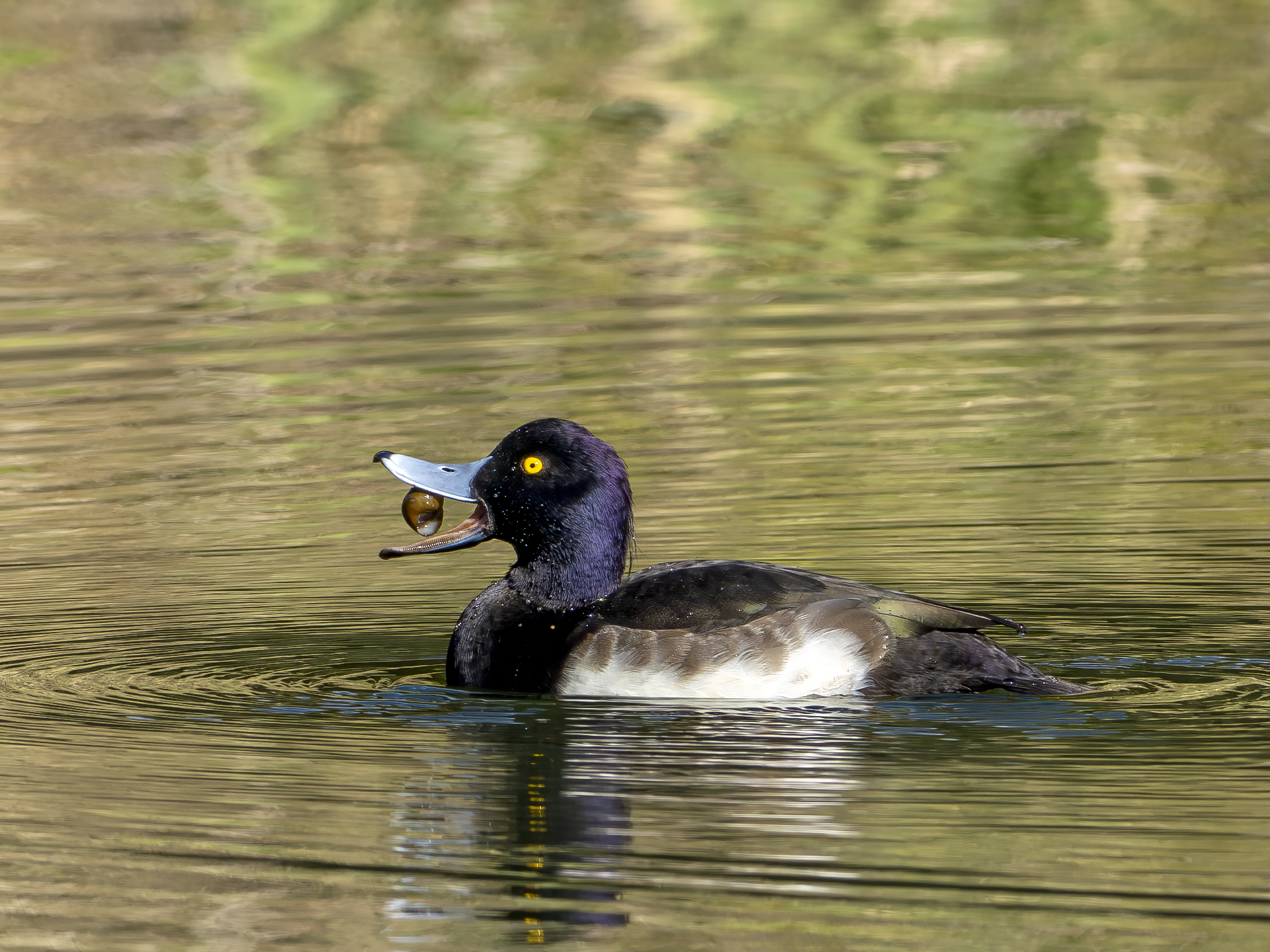
巻貝を捕食するキンクロハジロ